# عنفات الرياح العائمة

أول عنفة رياح عائمة في العالم ، هيوند سكوتلندا ، بُنيت في منطقة أموي فيورد (Åmøy Fjord) بالقرب من إستفنغر فيالنرويج عام 2009 قبل أن تنتشر في بحر الشمال.

عنفات الرياح العائمة هي مراوح لتوليد الطاقة أي الكهرباء بالرياح. تتميز هذه المراوح بأنها ثُبتت على أساسات عائمة في مناطق مائية مختلفة البعد عن الساحل، حيث أن العنفات الثابتة الأساس ليست مجدية في مناطق ذات عمق مائي كبير. يمكن لهذه التقنية أن تزيد المساحة البحرية المتاحة التي تسمح باستخدام هذه العنفات البحرية زيادة ملحوظة، خاصة في البلدان ذات المياه الضحلة المحدودة مثل اليابان. قد يؤدي إبعاد حقول عنفات الرياح عن الشاطئ إلى تقليل التلوث البصري وإتاحة مكان أفضل لصيد الأسماك و إبقاء ممرات السفن واسعة، والوصول إلى رياح أقوى وأكثر اتساقًا.
عنفات الرياح العائمة التجارية في المرحلة المبكرة من التطوير، حيث رُكّبت العديد من النماذج الأولية للعنفات منذ عام 2007. مزرعة الرياح العائمة التشغيلية الوحيدة بدءًا من عام 2018 هي Hywind Scotland، التي طورتها شركة إكوينور وثُبِّتت في مكانها في أكتوبرعام 2017. يحتوي الحقل على 5 عنفات عائمة بسعة 30 ميجاوات.